# Ramon Pascal Lundqvist
Ramon Pascal Lundqvist, född 10 maj 1997 i Algutsrums församling i Kalmar län, är en svensk fotbollsspelare som spelar för IFK Göteborg.

## Karriär
Lundqvists moderklubb är Trekantens IF. Han gick som 12-åring över till Kalmar FF. I juli 2013 värvades Lundqvist av nederländska PSV Eindhoven, där han skrev på ett treårskontrakt. Lundqvist debuterade för Jong PSV i Eerste Divisie den 29 augusti 2015 i en 2–1-vinst över RKC Waalwijk. I september 2015 förlängde han sitt kontrakt med klubben fram till sommaren 2019.
Den 17 januari 2019 värvades Lundqvist av NAC Breda, där han skrev på ett 2,5-årskontrakt. Lundqvist debuterade den 20 januari 2019 i en 2–0-förlust mot Willem II, där han blev inbytt i den 67:e minuten mot Daan Klomp. Den 7 juni 2019 värvades Lundqvist av FC Groningen, där han skrev på ett tvåårskontrakt.
Den 26 augusti 2021 förlängde Lundqvist sitt kontrakt i Groningen till 2024 och lånades samtidigt ut till grekiska Panathinaikos på ett låneavtal över säsongen 2021/2022. Den 7 mars 2023 värvades Lundqvist av norska Sarpsborg 08, där han skrev på ett ettårskontrakt. Lundqvist gjorde sex mål och åtta assister på 30 matcher i Eliteserien 2023.
I januari 2024 värvades Lundqvist av turkiska Göztepe, där han skrev på ett 2,5-årskontrakt.
I augusti 2024 skrev Lundqvist på för IFK Göteborg, med ett kontrakt på 3,5 år.